# Cepari (okręg Bistrița-Năsăud)
Cepari – wieś w Rumunii, w okręgu Bistrița-Năsăud, w gminie Dumitra. W 2011 roku liczyła 965 mieszkańców.